# Santeny
|  | No s'ha de confondre amb Sainteny, Santenh, o santeng. |

Santeny és un municipi al cantó de Plateau briard (districte de Créteil, departament de la Val-de-Marne, regió de l'Illa de França). Des del 2016 forma part de la divisió Grand Paris Sud Est Avenir de la Metròpoli del Gran París.

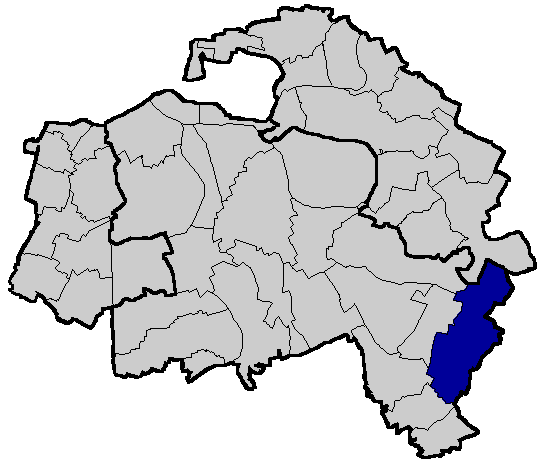
Localització de Santeny a la Val-de-Marne